# افغانستانی‌ها در کانادا
افغانستانی‌ها در کانادا‌ (به‌انگلیسی:Afghan Canadians) کانادایی‌هایی هستند که اصل و نسبشان از افغانستان است. آنها دومین جامعه بزرگ افغان‌ها در آمریکای شمالی را پس از افغان‌های آمریکایی تشکیل می‌دهند. ریشه قومی آنها ممکن است از هر یک از اقوام افغانستان باشد که شامل پشتون، تاجیک، ازبک، هزاره، ترکمن و غیره می‌شود. در سرشماری ۲۰۱۶ کانادا حدود ۸۳۹۹۵ کانادایی از افغانستان بودند.
آنها بیشتر در منطقه جنوب غربی انتاریو و منطقه کلان‌شهر تورنتو سکونت دارند، و جوامع قابل توجهی عمدتاً در ونکوور، اتاوا و مونترال هستند. افغانستانی‌ها در کانادا علاوه بر زبان‌های رسمی کانادا به زبان‌های مادری خود مانند دری، پشتو، ازبکی، ترکمنی و غیره نیز مسلط هستند. 